# Pitcairnia geyskesii
Pitcairnia geyskesii är en gräsväxtart som beskrevs av Lyman Bradford Smith. Pitcairnia geyskesii ingår i släktet Pitcairnia och familjen Bromeliaceae. Inga underarter finns listade i Catalogue of Life.